# Gespe'gewa'gi

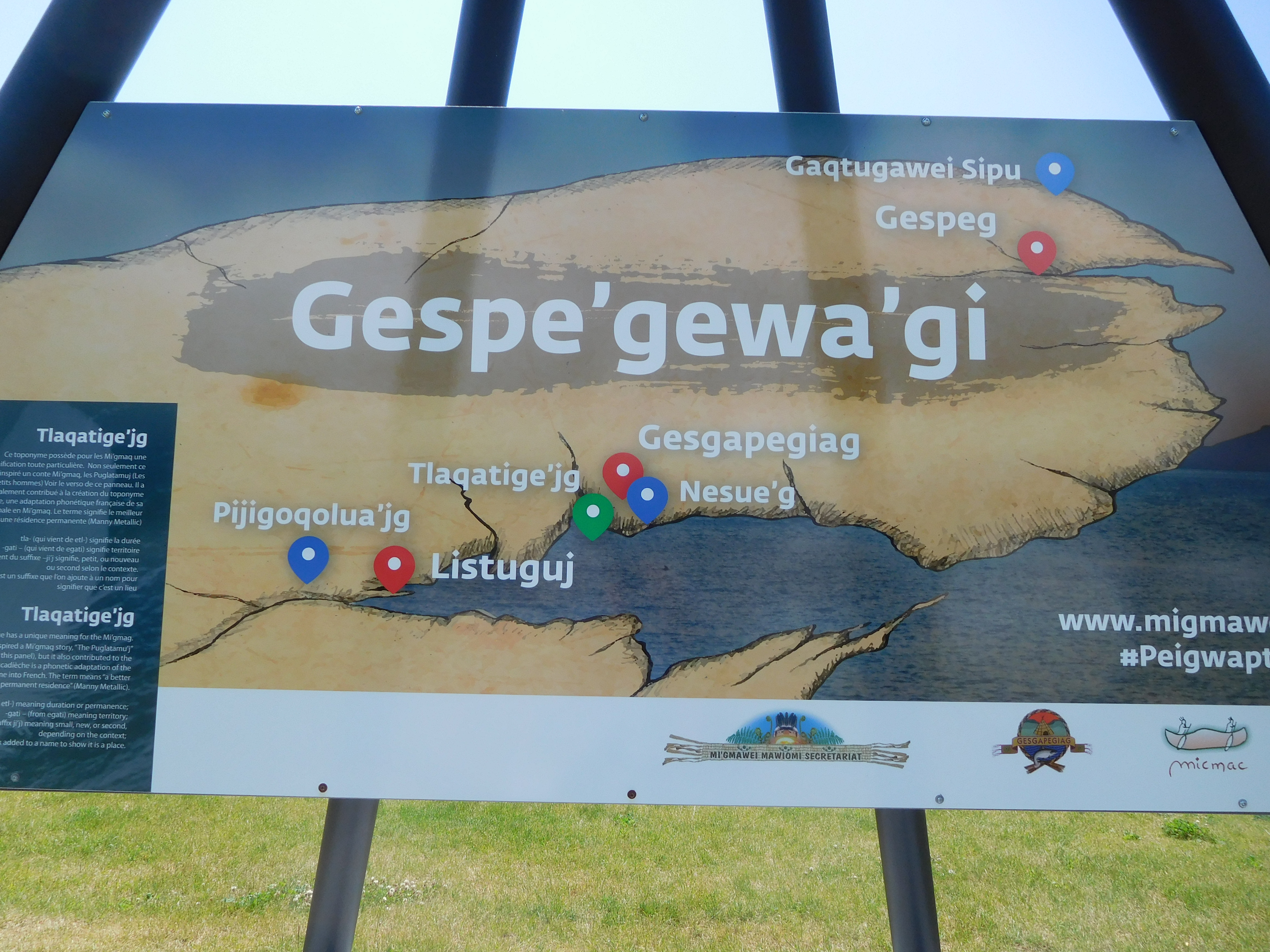
Présentation du Gespe'gewa'gi au parc des Horizons de Carleton-sur-Mer

Le Gespe'gewa'gi (les dernières terres acquises en micmac) est le unique district du Mi'gma'gi administré par la Secrétariat Mi'gmawei Mawiomi au Québec. 
La langage et les traditions orales des 6 295 Mi’gmaq permettent de confirmer l’occupation ininterrompue et exclusive du territoire en Gaspésie. 
L’organisation sociale et le système politique et économique sont issus et ont évolué à partir de la relation à la terre. 